# Aguaí (ort)
Aguaí är en ort i Brasilien.   Den ligger i kommunen Aguaí och delstaten São Paulo, i den sydöstra delen av landet, 700 km söder om huvudstaden Brasília. Aguaí ligger 665 meter över havet och antalet invånare är 27 503.
Terrängen runt Aguaí är platt.
Omgivningarna runt Aguaí är en mosaik av jordbruksmark och naturlig växtlighet. Runt Aguaí är det ganska tätbefolkat, med 149 invånare per kvadratkilometer.